# Нодзава-Онсен

36°55′22″ пн. ш. 138°26′26″ сх. д. / 36.92278° пн. ш. 138.44056° сх. д.
Нодза́ва-Онсе́н (яп. 野沢温泉村, のざわおんせんむら, МФА: [nod͡zawa onseɴ muɾa]) — село в Японії, в повіті Сімо-Такай префектури Наґано. Станом на 1 квітня 2009 площа села становила 57,95 км². Станом на 1 липня 2011 населення села становило 3782 осіб.